# Rosny-sur-Seine
Pour les articles homonymes, voir Rosny.
Rosny-sur-Seine [ʁonisyʁsɛn] est une commune française située dans le département des Yvelines, en région Île-de-France, juste à l'ouest de Mantes-la-Jolie, les deux communes étant limitrophes.
Cette petite ville, située dans une boucle de la Seine, est pour l'histoire le pays de Sully. La commune est jumelée avec Lustadt (Allemagne) depuis avril 1981.
Ses habitants sont appelés les Rosnéens.

## Géographie

### Communes limitrophes
Elle est limitrophe de Mantes-la-Jolie et Buchelay à l'est, de Rolleboise au nord, de Bonnières-sur-Seine à l'ouest et de Saint-Illiers-la-Ville, Jouy-Mauvoisin et Perdreauville au sud. La ville de Guernes lui fait face sur l'autre rive de la Seine.

### Localisation

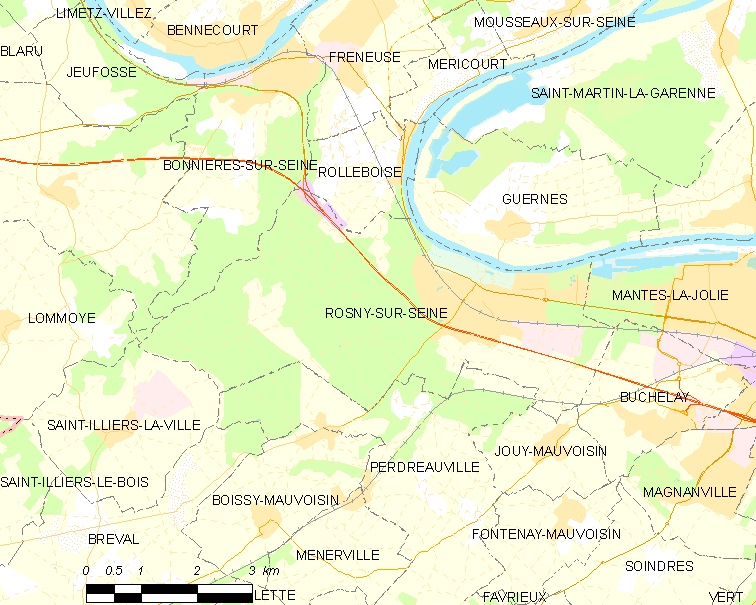
Carte de la commune.

La commune de Rosny-sur-Seine se trouve dans le nord-ouest des Yvelines à environ soixante kilomètres à l'ouest de Paris, dans la vallée de la Seine, sur la rive gauche du fleuve, dans la plaine alluviale qui se resserre avant la concavité du méandre de Guernes.
Le territoire de la commune englobe également sur le plateau la forêt de Rosny (point culminant à 144 m)

### Hydrographie et les eaux souterraines
Hydrogéologie et climatologie : Système d’information pour la gestion des eaux souterraines en Seine-Normandie :
Territoire communal : Occupation du sol (Corinne Land Cover); Cours d'eau (BD Carthage),
Géologie : Carte géologique; Coupes géologiques et techniques,
 Hydrogéologie : Masses d'eau souterraine; BD Lisa; Cartes piézométriques.
La commune est bordée par la Seine et est arrosée par le ru de Bléry.

### Géologie et relief
La commune se compose de 402,55 hectares de territoires artificialisés (20,91 %), 346,03 hectares de territoires agricoles (17,98 %), 1 146,68 hectares de forêts et milieux semi-naturels (59,57 %) et 30,13 hectares de surfaces en eau (1,57 %),.

### Voies de communications et transports

#### Voies routières
- L'autoroute de Normandie (A13) la traverse entièrement sans la desservir directement.

Une aire de services y est implantée dans la traversée de la commune. Échangeur Bonnières, Buchelay - Mantes Ouest, Mantes Sud.

#### Transports en commun

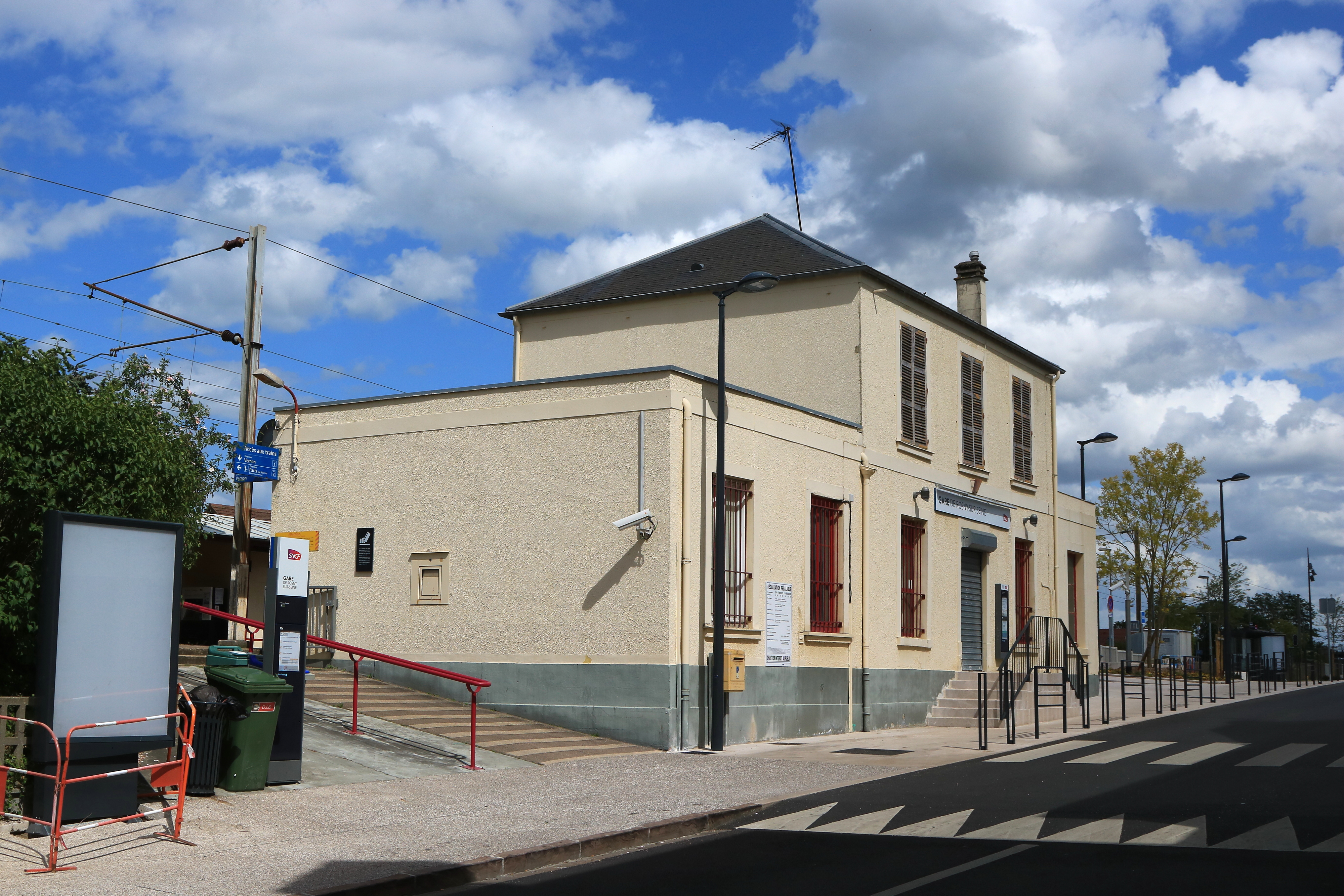
Gare de Rosny-sur-Seine.

- La commune est desservie par le réseau de bus du Mantois (ex-Tam en Yvelines), due au fait que cette dernière appartient à la Communauté d'agglomération de Mantes-en-Yvelines (maintenant la communauté urbaine Grand Paris Seine et Oise depuis le 1er janvier 2016)[6].

#### Lignes SNCF
- Gare de Rosny-sur-Seine, sur la ligne Paris - Rouen.
- Gare de Mantes-la-Jolie à 6,1 km.
- Gare de Menerville à 6,7 km.

#### Transports aériens
- Aéroport de Pontoise - Cormeilles-en-Vexin à 32 km.

### Climat
Pour des articles plus généraux, voir Climat de l'Île-de-France et Climat des Yvelines.
En 2010, le climat de la commune est de type climat océanique dégradé des plaines du Centre et du Nord, selon une étude du CNRS s'appuyant sur une série de données couvrant la période 1971-2000. En 2020, Météo-France publie une typologie des climats de la France métropolitaine dans laquelle la commune est exposée à un climat océanique et est dans la région climatique  Sud-ouest du bassin Parisien, caractérisée par une faible pluviométrie, notamment au printemps (120 à 150 mm) et un hiver froid (3,5 °C). 
Pour la période 1971-2000, la température annuelle moyenne est de 11 °C, avec une amplitude thermique annuelle de 14,4 °C. Le cumul annuel moyen de précipitations est de 677 mm, avec 10,7 jours de précipitations en janvier et 7,7 jours en juillet. Pour la période 1991-2020, la température moyenne annuelle observée sur la station météorologique la plus proche, située sur la commune de Magnanville à 5 km à vol d'oiseau, est de 11,6 °C et le cumul annuel moyen de précipitations est de 641,5 mm,. Pour l'avenir, les paramètres climatiques de la commune estimés pour 2050 selon différents scénarios d'émission de gaz à effet de serre sont consultables sur un site dédié publié par Météo-France en novembre 2022.
| Mois                                  | jan.             | fév.           | mars          | avril         | mai           | juin          | jui.         | août           | sep.          | oct.          | nov.            | déc.             | année      |
| ------------------------------------- | ---------------- | -------------- | ------------- | ------------- | ------------- | ------------- | ------------ | -------------- | ------------- | ------------- | --------------- | ---------------- | ---------- |
| Température minimale moyenne (°C)     | 1,7              | 1,8            | 3,6           | 5,5           | 8,6           | 11,6          | 13,4         | 13,6           | 10,9          | 8,6           | 4,8             | 2,3              | 7,2        |
| Température moyenne (°C)              | 4,3              | 5,1            | 7,8           | 10,7          | 13,9          | 17,2          | 19,5         | 19,5           | 16,2          | 12,5          | 7,7             | 4,8              | 11,6       |
| Température maximale moyenne (°C)     | 6,8              | 8,4            | 12,1          | 15,8          | 19,1          | 22,8          | 25,5         | 25,3           | 21,4          | 16,5          | 10,7            | 7,2              | 16         |
| Record de froid (°C) date du record   | −12,7 01.01.1997 | −12,3 07.02.12 | −8,5 13.03.13 | −3,2 06.04.21 | −0,7 06.05.19 | 3,3 01.06.06  | 6,6 16.07.12 | 5,8 28.08.1998 | 2,4 30.09.18  | −3,5 28.10.03 | −8,2 24.11.1998 | −10,1 29.12.1996 | −12,7 1997 |
| Record de chaleur (°C) date du record | 15,5 27.01.03    | 20,5 27.02.19  | 25,6 31.03.21 | 28,4 20.04.18 | 31,2 27.05.05 | 37,7 27.06.11 | 42 25.07.19  | 40,4 12.08.03  | 35,5 08.09.23 | 29,5 03.10.11 | 20,9 01.11.14   | 16,9 07.12.00    | 42 2019    |
| Précipitations (mm)                   | 48,5             | 47,7           | 48,4          | 42,5          | 62,1          | 53,9          | 51,5         | 56,5           | 40,9          | 65,3          | 57              | 67,2             | 641,5      |

## Urbanisme

### Typologie
Au 1er janvier 2024, Rosny-sur-Seine est catégorisée ceinture urbaine, selon la nouvelle grille communale de densité à sept niveaux définie par l'Insee en 2022.
Elle appartient à l'unité urbaine de Rosny-sur-Seine, une unité urbaine monocommunale constituant une ville isolée,. Par ailleurs la commune fait partie de l'aire d'attraction de Paris, dont elle est une commune de la couronne,. Cette aire regroupe 1 929 communes,.

### Occupation des sols
Le tableau ci-dessous présente l'occupation des sols de la commune en 2018, telle qu'elle ressort de la base de données européenne d’occupation biophysique des sols Corine Land Cover (CLC).
| Type d’occupation                                              | Pourcentage | Superficie (en hectares) |
| -------------------------------------------------------------- | ----------- | ------------------------ |
| Tissu urbain discontinu                                        | 11,3 %      | 217                      |
| Zones industrielles ou commerciales et installations publiques | 5,4 %       | 104                      |
| Réseaux routier et ferroviaire et espaces associés             | 1,1 %       | 22                       |
| Espaces verts urbains                                          | 3,1 %       | 60                       |
| Terres arables hors périmètres d'irrigation                    | 17,9 %      | 345                      |
| Prairies et autres surfaces toujours en herbe                  | 0,2 %       | 3                        |
| Forêts de feuillus                                             | 58,3 %      | 1122                     |
| Forêt et végétation arbustive en mutation                      | 1,0 %       | 20                       |
| Cours et voies d'eau                                           | 1,6 %       | 30                       |
| Source : Corine Land Cover                                     |             |                          |

### Morphologie urbaine
La commune de Rosny-sur-Seine est composée de 6 principaux secteurs :
- Le Centre-Ville.
- Les Baronnes et le Val Fleuri, quartiers pavillonnaires à l'ouest de la ville.
- La Justice, à l'est, qui contient les nouveaux HLM Régine Pernoud, la Place de la Paix, etc.
- Le quartier de la Gare, avec le quartier HLM Maria Montessori.
- Le quartier Henri-IV, quartier HLM et pavillonnaire chevauchant le quartier des Baronnes.
- La zone industrielle.

## Toponymie
Le nom de la localité est attesté sous les formes Rodoniacum en 1204, Rooniacum en 1162, Roni en 1248, Roniacum en 1249, Rodonium vers 1320.
Il s'agit d'une formation toponymique gauloise ou gallo-romaine en -(i)acum, suffixe d'origine gauloise (-acon) marquant le lieu, puis la propriété. Le premier élément Rosn- représente le nom de personne gaulois Rutenus, variante Rutenius de type ethnique (voir Rutènes, Rodez). Il a pour homonyme les nombreux Rognac, Rosnay, Rogny, etc..
Remarque : On attendrait *Ruteniacum > *Rodeniacum, pas Rodoniacum. Le s de Rosny n'est pas étymologique, il sert a indiquer la fermeture et l'allongement de la voyelle o. C'est d'ailleurs pour cette raison qu'il ne doit pas être prononcé.

## Histoire
Des fouilles effectuées dans le parc de Rosny ont mis au jour des médailles et pièces de monnaie à l'effigie de Constantin, Valérien, Gallien Philippe II, Antonin le Pieux, Aurélien et Probus ainsi qu'une nécropole des périodes gallo-romaine et carolingienne de 145 sarcophages sur l'emplacement de l'ancienne église.
En 848, une ordonnance de Charles le Chauve nomme l'église paroissiale de Rosny au nombre des possessions qui dépendaient de l'abbaye de Fontenelle.
Au Moyen Âge, Rosny était le chef-lieu d'une puissante seigneurie avec un centre judiciaire très important ou résidaient des baillis, procureurs, huissiers, notaires...
Le seigneur avait droit de haute, moyenne et de basse justice. Il pouvait statuer sur toutes les causes, juger tous les crimes commis sur l'ensemble de son domaine et condamner à la peine de mort et on pouvait apercevoir les potences de la plaine environnante.
Dans son histoire généalogique de la maison de Béthune, André Du Chesne s'exprime ainsi sur Rosny :
« Rosny est une ancienne et célèbre seigneurie tenue du Roy, à cause de sa comté de Mantes. Elle a été possédée premièrement par des seigneurs qui portaient le surnom de Mauvoisin. Mais les filles de leur Maison prenaient ordinairement celuy de Rosny. Entre lesquels Ide de Rosny fut mariée avec Jean III, comte de Dreux, seigneur de Montpensier, prince de sang royal. Le dernier de ces seigneurs fut Guy V Mauvoisin fils de Guy IV  Mauvoisin et de Laure de Ponthieu (également appelée Laure d'Aumale), fille de Jean de Ponthieu, comte d'Aumale, qui estait petit-fils de Jeanne de Dammartin, comtesse de Ponthieu, reine de Castille et de Léon, et petite-fille elle même de Louis VII roy de France ».
Le 1er seigneur de Rosny, en 1070, fut Raoul Ier Mauvoisin dit le Barbu qui avec les seigneurs de Jouy, de Septeuil et autres chevaliers de Mantes, aide Philippe Ier, roi de France à repousser Guillaume le Conquérant duc de Normandie. Il fait construire un château médiéval.
Afin d'éviter le morcellement de la propriété seigneuriale, Guy IV Mauvoisin et ses enfants firent une convention par laquelle l'aîné hériterait de la totalité des biens et ferait une rente annuelle à chacun de ses frères et sœurs.
Au XVIe siècle, Rosny, propriété des Melun d'Epinoy, passe, par mariage,, à la maison de Béthune : où naquit Sully, ministre d'Henri IV, en 1559 ; ce dernier, conseiller du roi Henri IV, aussi surintendant des finances, fit construire le château actuel.
On a donné aux ormeaux que fit planter Sully, marquis de Rosny, en bordure des routes, le nom de rosny ou rosne, « Sully fit entourer d’ormes les cimetières des campagnes et ces ormes plus tard furent appelés de son nom des rosnys par la reconnaissance du peuple ».
Le 14 mars 1590, après la bataille d'Ivry, le roi de France Henri IV se rend au château de Rosny où il fait un souper en public et, rompant avec l'étiquette, il admit à l'honneur de sa table les généraux qui avaient combattu à ses côtés.
En mars 1814, après le retour de Napoléon, le château de Rosny fut incendié.
- 1824 : ouverture de l'hospice Saint-Charles, construit par la duchesse de Berry.
- 1843 : inauguration de la gare par la Compagnie du chemin de fer de Paris au Havre.
- 1943 : création de l'école d'agriculture Sully dans les locaux de l'hospice Saint-Charles (école transférée à Magnanville en 1968).

## Politique et administration

### Rattachements administratifs et électoraux
Antérieurement à la loi du 10 juillet 1964, la commune faisait partie du département de Seine-et-Oise. La réorganisation de la région parisienne en 1964 fit que la commune appartient désormais au département des Yvelines et à son arrondissement de Mantes-la-Jolie, après un transfert administratif effectif au 1er janvier 1968. Pour l'élection des députés, la commune appartient à la huitième circonscription des Yvelines, circonscription à dominante rurale
Chef-lieu du canton de Rosny-sur-Seine de 1793 à 1801, elle intègre de 1801 à 1976 le canton de Mantes-la-Jolie. En 1976, est créé le canton de Mantes-la-Ville, où elle est rattachée. Dans le cadre du redécoupage cantonal de 2014 en France, la commune intègre à nouveau le canton de Mantes-la-Jolie, dont la composition est modifiée.
La commune appartient à l'aire urbaine de Paris.

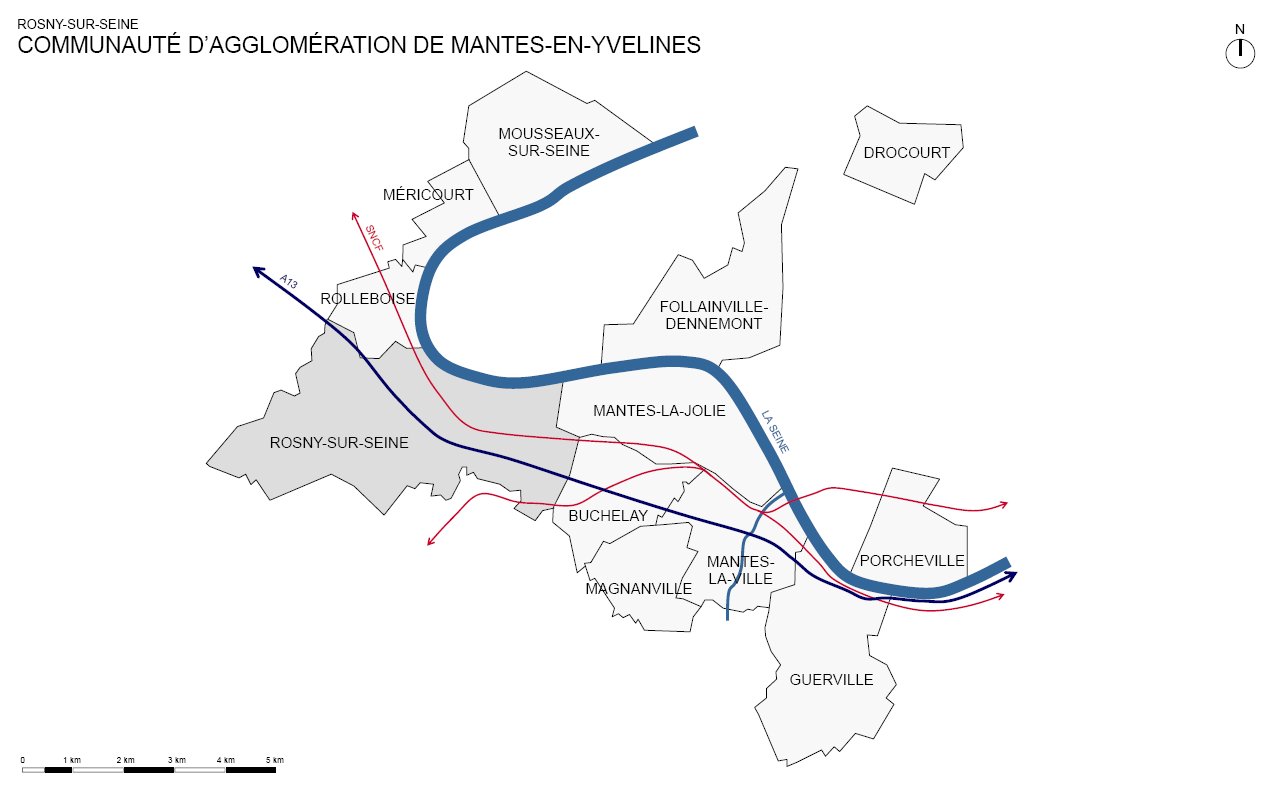
L'ancienne communauté d'agglomération
de Mantes-en-Yvelines.

### Intercommunalité
La commune adhérait depuis 1999 à la communauté d'agglomération de Mantes-en-Yvelines (CAMY), qui a succédé au district urbain de Mantes.
Afin d'équilibrer les rapports avec la métropole du Grand Paris, La Loi de modernisation de l'action publique territoriale et d'affirmation des métropoles (loi MAPAM) impose la création en Île-de-France de territoires d'au moins 200 000 habitants.
Dans ce cadre, la CAMY fusionne avec d'autres intercommunalités pour former, le 1er janvier 2016, la communauté urbaine Grand Paris Seine et Oise (GPS&O), dont la commune est désormais membre.

### Liste des maires
| Période                                  | Période                   | Identité                    | Étiquette | Qualité |
| ---------------------------------------- | ------------------------- | --------------------------- | --------- | --- |
| Les données manquantes sont à compléter. |                           |                             |           | |
| février 2018                             | En cours (au 26 mai 2020) | Pierre-Yves Dumoulin        | LR        | Vétérinaire 11e vice-président de Grand Paris Seine et Oise Réélu pour le mandat 2020-2026,                                                     |
| mars 2014                                | janvier 2018              | Michel Guillamaud           | SE        | Ancien directeur des ressources humaines de Renault Décédé en fonction                                                                          |
| mars 2013                                | mars 2014                 | Valérie Gargani             | PS        | Ancienne coordinatrice commerciale à Rungis Vice-présidente de la CA de Mantes-en-Yvelines                                                      |
| mars 2001                                | mars 2013                 | Françoise Descamps-Crosnier | PS        | Conseillère régionale (2004 → 2012) Députée des Yvelines (8e circ.) (2012 → 2017) Vice-présidente de la CA de Mantes-en-Yvelines Démissionnaire |
| mars 1989                                | mars 2001                 | César Masséra,              | DVD       | Vice-président de la CA de Mantes-en-Yvelines                                                                                                   |
| 1977                                     | mars 1989                 | Philippe Puig,              |           | |
| 1964                                     | janvier 1977              | Roland Leduc,               |           | Ingénieur des Arts et Métiers Décédé en fonction                                                                                                |
| 1953                                     | 1964                      | François Routier            |           | Décédé en fonction |
| 1899                                     |                           |                             |           | |
| Les données manquantes sont à compléter. |                           |                             |           | |

### Budget et fiscalité 2023

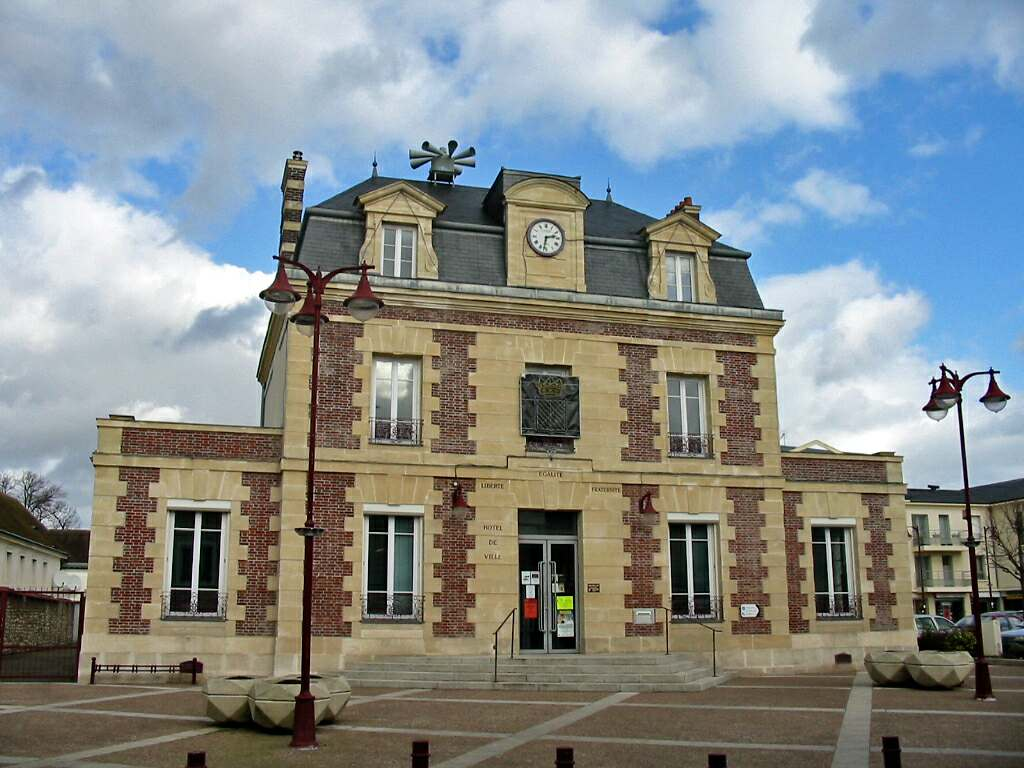
L'hôtel de ville.

En 2023, le budget de la commune était constitué ainsi :
- total des produits de fonctionnement : 6 727 000 €, soit 968 € par habitant ;
- total des charges de fonctionnement : 6 594 000 €, soit 948 € par habitant ;
- total des ressources d'investissement : 4 902 000 €, soit 705 € par habitant ;
- total des emplois d'investissement : 3 538 000 €, soit 509 € par habitant ;
- endettement : 7 599 000 €, soit 1 093 € par habitant.

Avec les taux de fiscalité suivants :
- taxe d'habitation : 14,96 % ;
- taxe foncière sur les propriétés bâties : 27,50 % ;
- taxe foncière sur les propriétés non bâties : 63,52 % ;
- taxe additionnelle à la taxe foncière sur les propriétés non bâties : 0,00 % ;
- cotisation foncière des entreprises : 0,00 %.

Chiffres clés Revenus et pauvreté des ménages en 2021 : médiane en 2021 du revenu disponible, par unité de consommation : 22 430 €.

### Jumelage
- 1981 : jumelage avec Lustadt (Rhénanie-Palatinat, Allemagne).

## Population et société

### Démographie

#### Évolution démographique
L'évolution du nombre d'habitants est connue à travers les recensements de la population effectués dans la commune depuis 1793. Pour les communes de moins de 10 000 habitants, une enquête de recensement portant sur toute la population est réalisée tous les cinq ans, les populations de référence des années intermédiaires étant quant à elles estimées par interpolation ou extrapolation. Pour la commune, le premier recensement exhaustif entrant dans le cadre du nouveau dispositif a été réalisé en 2004.

En 2022, la commune comptait 7 041 habitants, en évolution de +13,42 % par rapport à 2016 (Yvelines : +2,72 %, France hors Mayotte : +2,11 %).
| 1793 | 1800 | 1806 | 1821 | 1831 | 1836 | 1841 | 1846 | 1851 |
| ---- | ---- | ---- | ---- | ---- | ---- | ---- | ---- | ---- |
| 656  | 589  | 571  | 584  | 710  | 682  | 674  | 714  | 661  |

| 1856 | 1861 | 1866 | 1872 | 1876 | 1881 | 1886 | 1891 | 1896 |
| ---- | ---- | ---- | ---- | ---- | ---- | ---- | ---- | ---- |
| 706  | 703  | 721  | 708  | 675  | 667  | 791  | 745  | 833  |

| 1901 | 1906 | 1911 | 1921 | 1926 | 1931  | 1936  | 1946  | 1954  |
| ---- | ---- | ---- | ---- | ---- | ----- | ----- | ----- | ----- |
| 911  | 829  | 946  | 937  | 993  | 1 067 | 1 036 | 1 189 | 1 343 |

| 1962  | 1968  | 1975  | 1982  | 1990  | 1999  | 2004  | 2006  | 2009  |
| ----- | ----- | ----- | ----- | ----- | ----- | ----- | ----- | ----- |
| 1 560 | 2 796 | 3 541 | 3 932 | 4 606 | 4 758 | 4 901 | 5 043 | 5 454 |

| 2014  | 2019  | 2022  | - | - | - | - | - | - |
| ----- | ----- | ----- | - | - | - | - | - | - |
| 5 842 | 6 883 | 7 041 | - | - | - | - | - | - |

#### Pyramide des âges
La population de la commune est relativement jeune. En 2018, le taux de personnes d'un âge inférieur à 30 ans s'élève à 40,5 %, soit au-dessus de la moyenne départementale (38 %). À l'inverse, le taux de personnes d'âge supérieur à 60 ans est de 20,2 % la même année, alors qu'il est de 21,7 % au niveau départemental.
En 2018, la commune comptait 3 221 hommes pour 3 437 femmes, soit un taux de 51,62 % de femmes, légèrement supérieur au taux départemental (51,32 %).
Les pyramides des âges de la commune et du département s'établissent comme suit.
| Hommes | Classe d’âge | Femmes |
| ------ | ------------ | ------ |
| 0,4    | 90 ou +      | 0,6    |
| 5,1    | 75-89 ans    | 7,4    |
| 13,4   | 60-74 ans    | 13,4   |
| 19,8   | 45-59 ans    | 19,3   |
| 19,7   | 30-44 ans    | 19,6   |
| 17,5   | 15-29 ans    | 17,4   |
| 24,0   | 0-14 ans     | 22,3   |

| Hommes | Classe d’âge | Femmes |
| ------ | ------------ | ------ |
| 0,6    | 90 ou +      | 1,4    |
| 6      | 75-89 ans    | 7,8    |
| 13,5   | 60-74 ans    | 14,8   |
| 20,7   | 45-59 ans    | 20,1   |
| 19,6   | 30-44 ans    | 19,9   |
| 18,5   | 15-29 ans    | 16,8   |
| 21,2   | 0-14 ans     | 19,2   |

### Sports
Le club sportif municipal de Rosny-sur-Seine (CSMR) compte, en 2011, de nombreuses sections dont athlétisme, badminton, boxe française, cyclotourisme, duathlon, handball, judo-jujitsu, football, gymnastique volontaire, karaté, naginata, randonnée pédestre, tennis, tennis de table, volley-ball, yoga.

## Économie
La commune dispose[Quand ?] de différents services tels que les pharmacies, les coiffeurs, la poste, les restaurants, les dentistes, médecins, ainsi que divers artisans. De plus il y a la présence d'une zone d'activité sur la commune comprenant diverses entreprises. L'arrivée prochaine[C'est-à-dire ?] de l'extension du centre-ville avec une dizaine de commerces, un supermarché (super u) et des logements permettra de compléter l'offre déjà existante aux Rosnéens.

## Culture locale et patrimoine

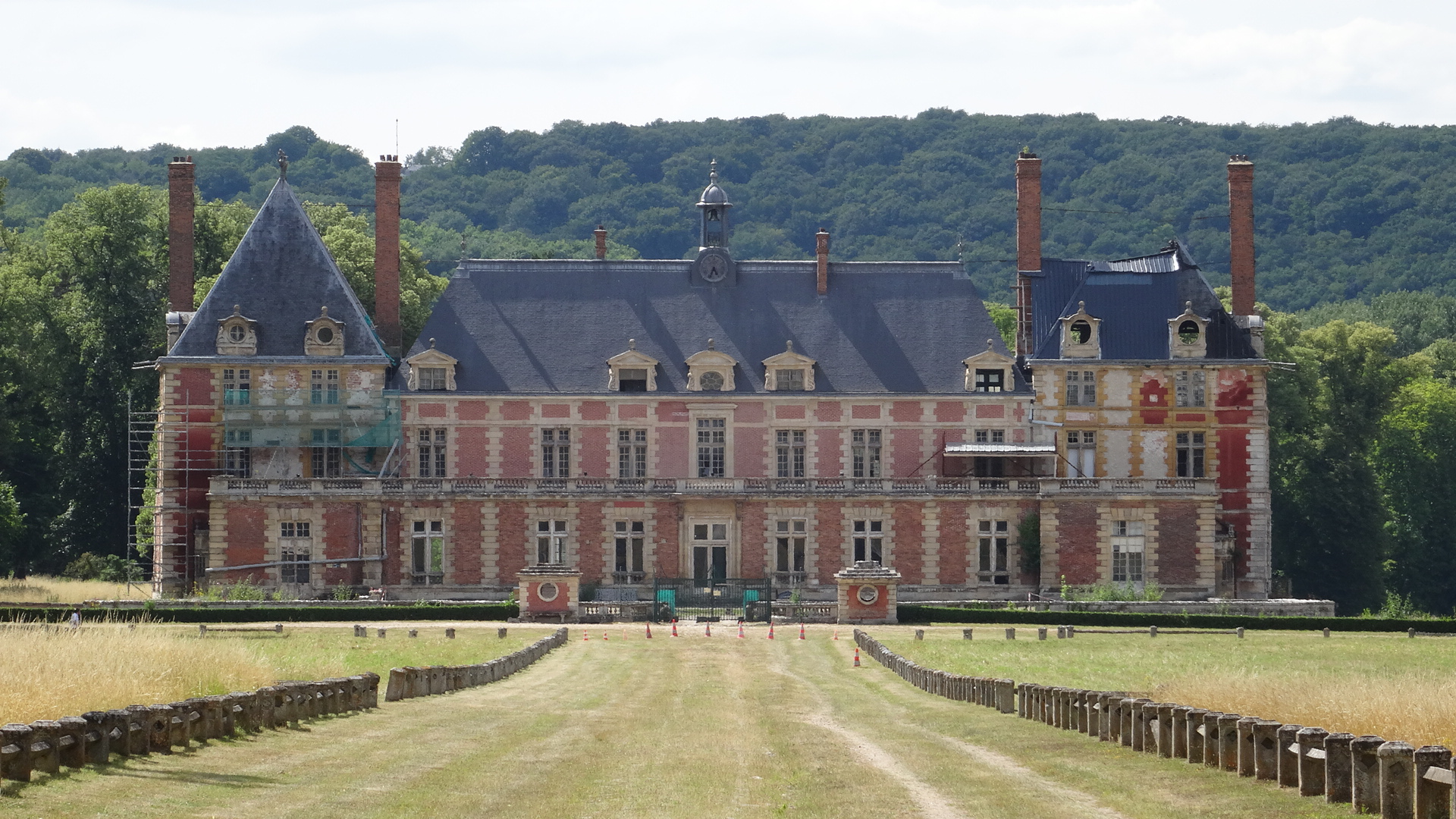
Château de Rosny.
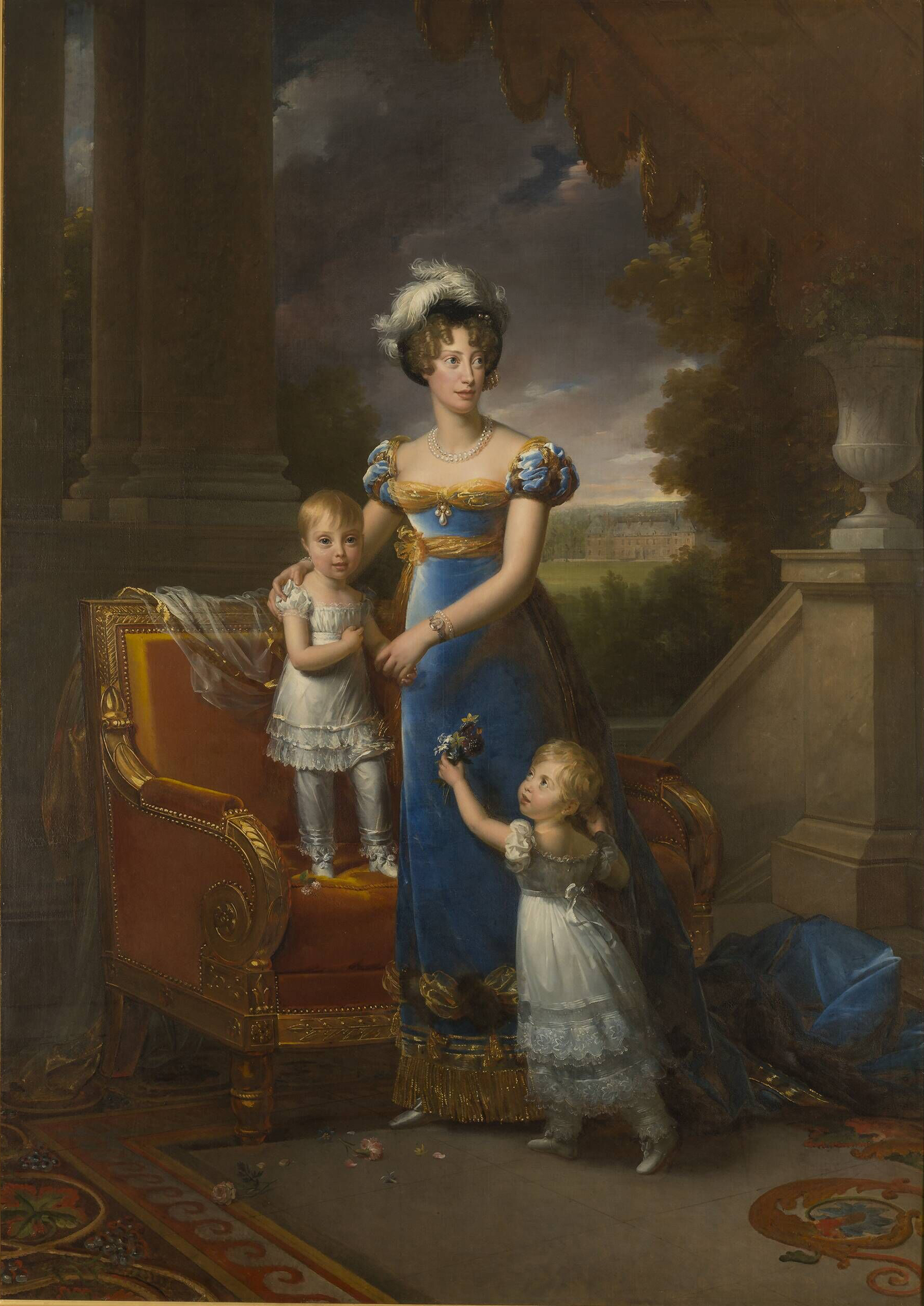
Portrait de la duchesse de Berry et ses enfants devant le Château de Rosny (Collection Château de Versailles).
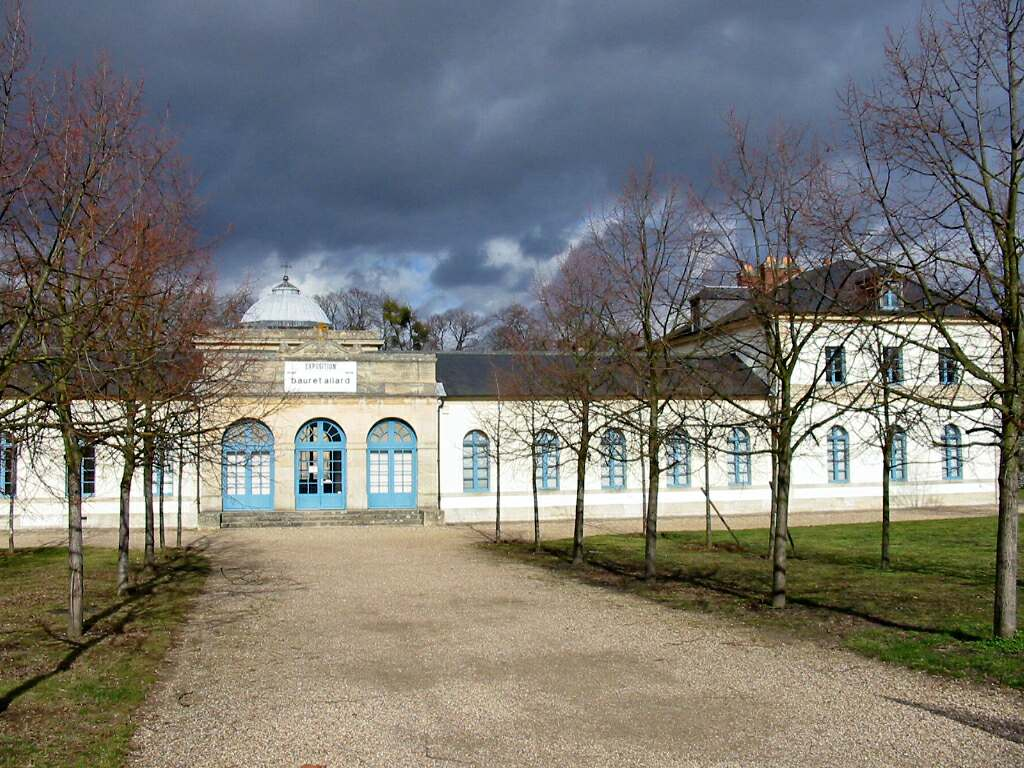
Hospice Saint-Charles.
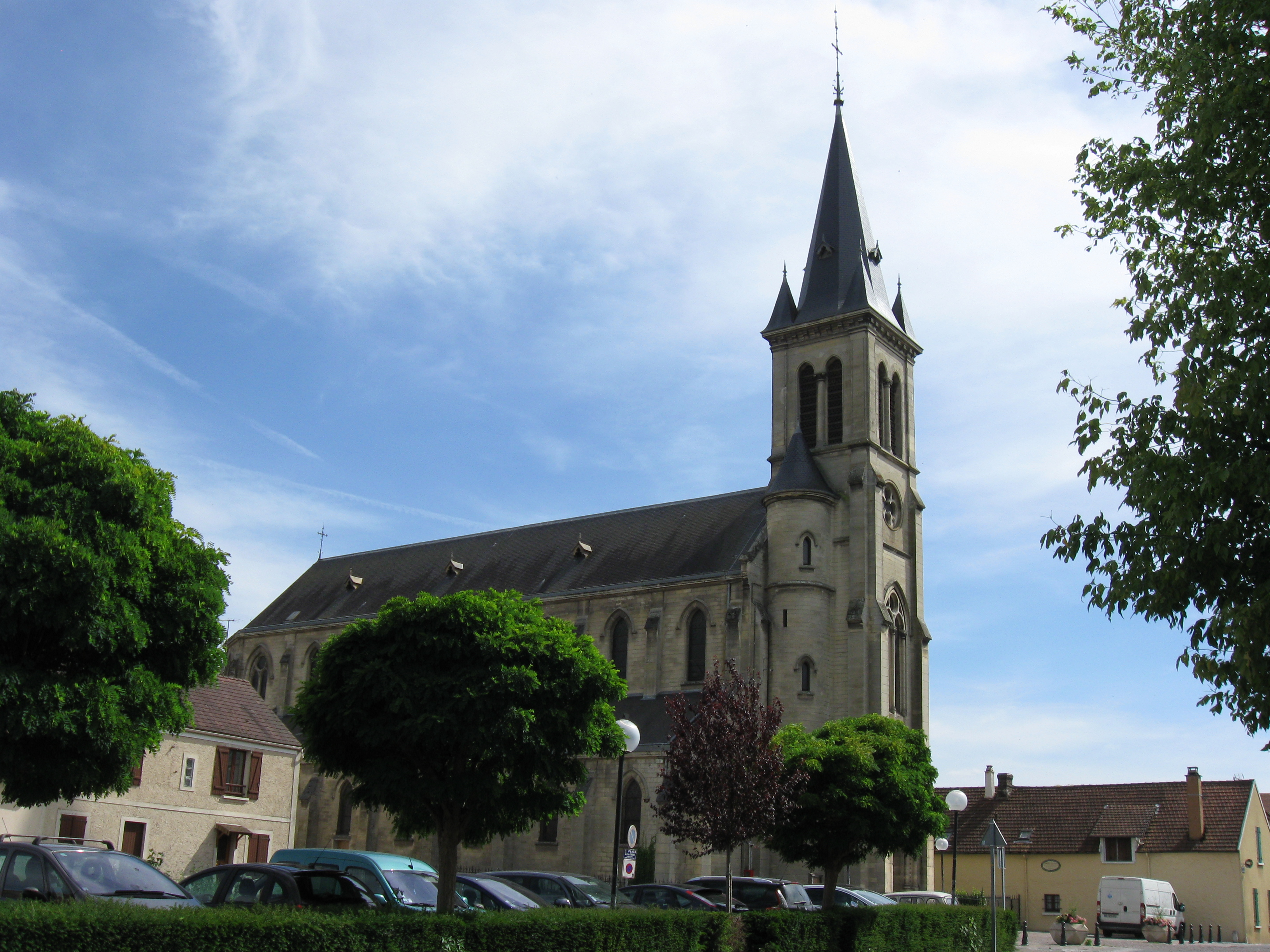
L'église de Rosny-sur-Seine.
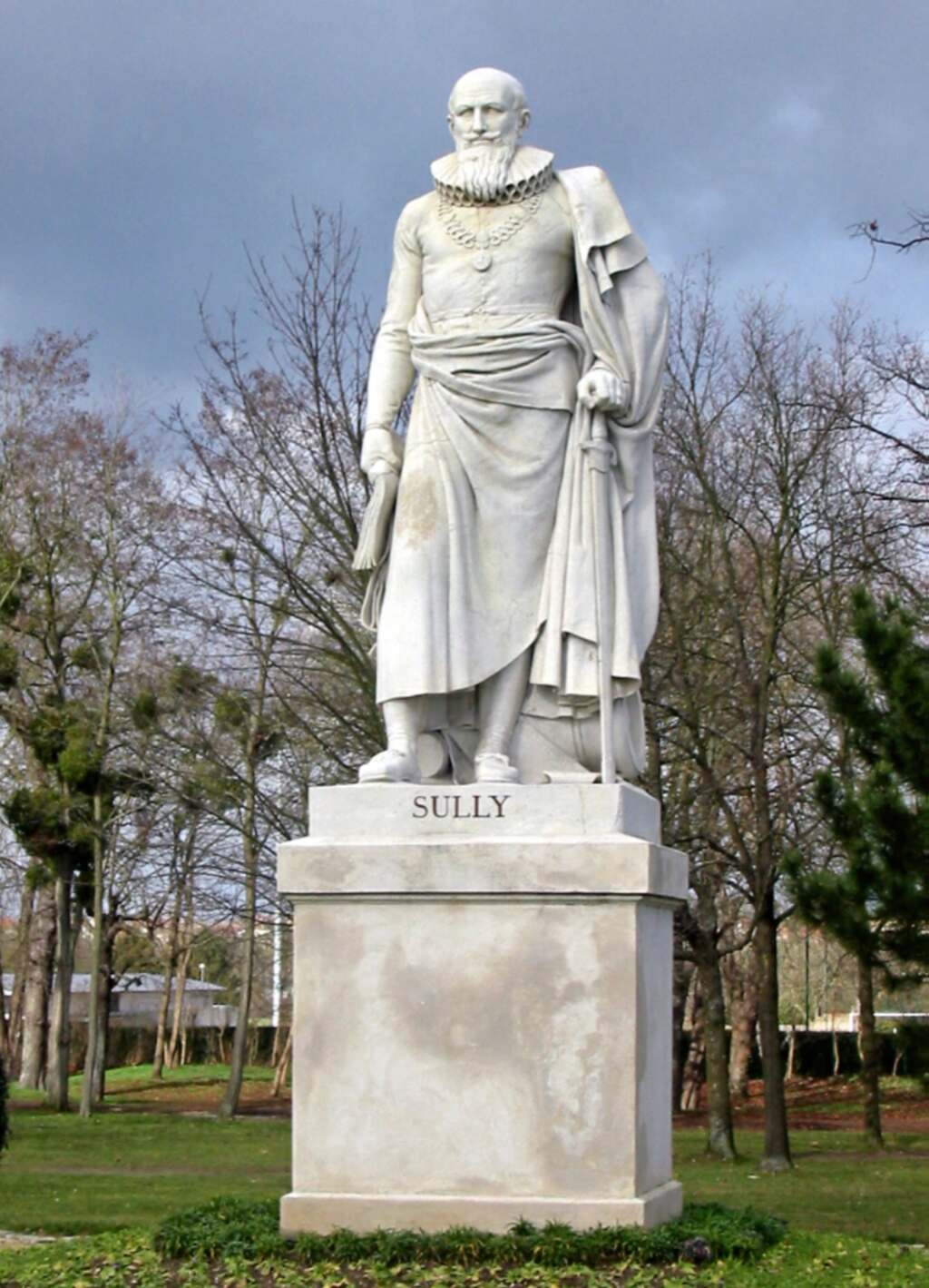
Statue de Sully.
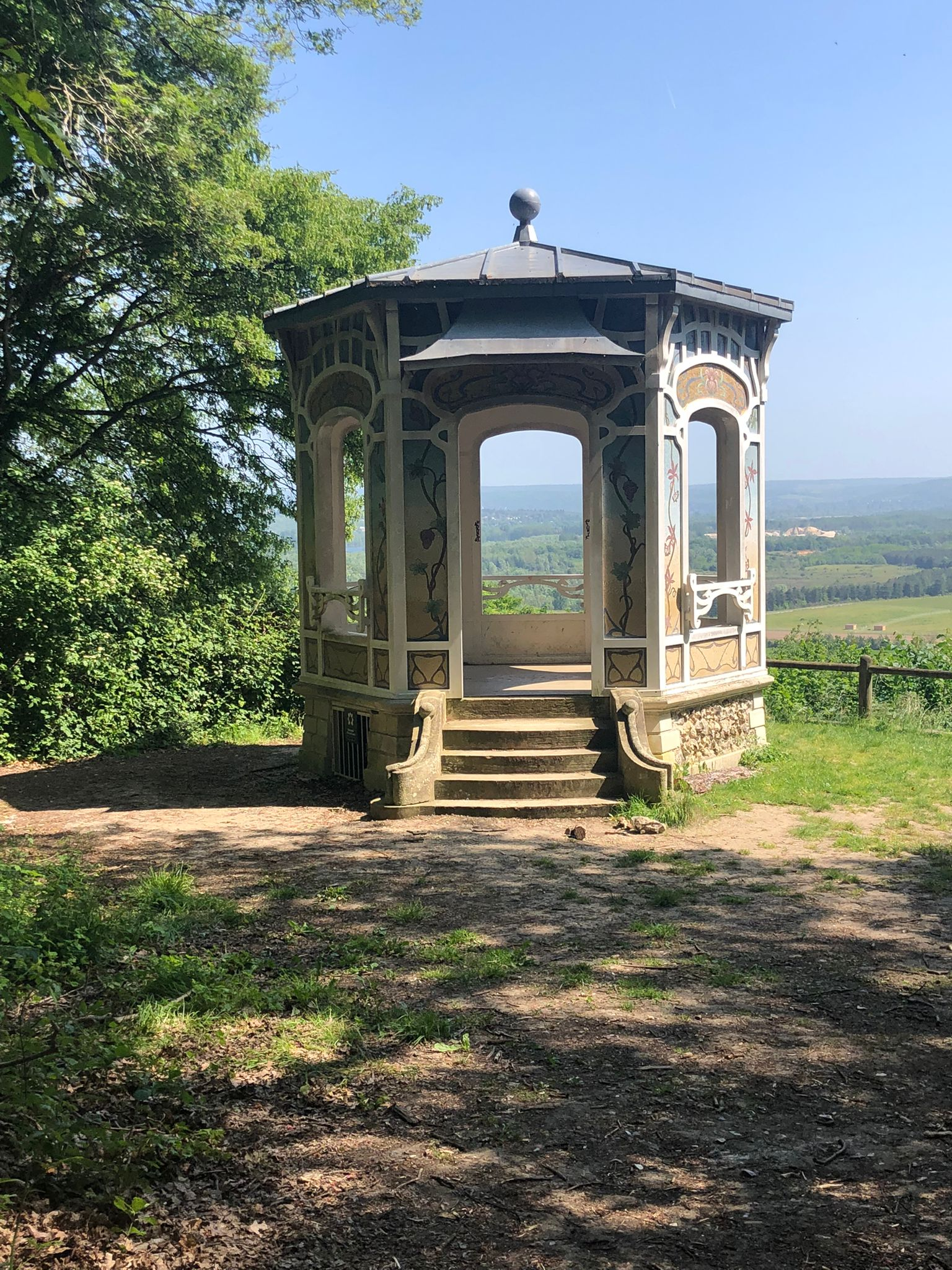
Kiosque du belvédère de Châtillon.

### Lieux et monuments
- Château de Rosny[54].Construit, en brique et pierre calcaire, par Maximilien de Béthune, duc de Sully, à la fin du XVIe siècle, ce château connut diverses vicissitudes au cours des XIXe et XXe siècles. Il fut classé monument historique en 1941.

Acquis en 1984 par une société japonaise, la Nippon Sangyoo Kabushiki Kaisha, il a été largement dépouillé de son mobilier et a subi diverses dégradations, dont un incendie en janvier 1997. Des travaux de conservation pris en charge par le ministère de la Culture et de la Communication ont été entrepris alors d'office, après mise en demeure du propriétaire défaillant.
Parc du château.
- Hospice Saint-Charles. L’hospice Saint-Charles fut élevé en 1820 par l’architecte suisse Antoine Froelicher et sa chapelle consacrée en 1824 par l’évêque de Chartres[56],[57].

Construit dans les années 1820 par Marie-Caroline, duchesse de Berry, cet hospice jouxtant le château remplit une double fonction, soigner les malades et élever les enfants pauvres, pendant plus d'un siècle. Il fut aussi jusqu'en 1968 le siège d'une école d'agriculture privée. Il fut ensuite désaffecté et abandonné.
En 1983, le district urbain de Mantes décide de le restaurer et d'en faire un lieu culturel qui présente notamment des d’exposition de peintures et de sculptures (le peintre Jean-Marie Ledannois et le Mouvement des artistes contemporains en Yvelines).
Chapelle Saint-Charles avec le portique entourant la cour intérieure.
Chapiteau en marbre blanc avec goujon en métal cuivreux, provenant de la chapelle. Décor et partie de balustre faisant bras de lumière.
Fût de colonnette en marbre blanc fragmentaire. Décor et partie de balustre faisant bras de lumière.
- Fontaine-abreuvoir, édifiée par la duchesse de Berry.
- Église Saint-Jean-Baptiste-et-Saint-Lubin[61]

tableau de Camille Corot réalisé en 1840, La Fuite en Égypte.
groupe sculpté : Baptême du Christ.
tableau : La Lamentation.
tableau : Vierge à l'Enfant et saint Jean-Baptiste.
- La forêt de Rosny, classée zone naturelle d'intérêt écologique, faunistique et floristique (ZNIEFF)[66].
- Kiosque du belvédère de Châtillon, kiosque situé dans la forêt de Rosny-sur-Seine.

### Personnalités liées à la commune
- Maximilien de Béthune (duc de Sully) (1559-1641), né à Rosny, fut baron puis marquis de Rosny. Il fut également prince souverain d'Henrichemont et de Boisbelle, marquis de Nogent-le-Rotrou, comte de Muret et de Villebon, vicomte de Meaux, et devint ministre d'Henri IV, ce qui valut à Rosny la visite du roi de France. Sa statue monumentale (15 tonnes) en marbre blanc, créée en 1817 par Jean-Joseph Espercieux, a été érigée à l'entrée de Rosny en 1931[67].
- Marie-Caroline de Bourbon-Siciles (1798-1870), duchesse de Berry, belle-fille de Charles X et mère du comte de Chambord. Elle vendit sa terre de Rosny au banquier anglais George Stone en septembre 1831 moyennant "deux millions cent mille francs payés comptant"[68].

### Héraldique
| Blason de Rosny-sur-Seine | Blason  | D'azur à cinq cotices d'or.    |
| Blason de Rosny-sur-Seine | Détails | Blason utilisé par la commune. |